# Чемпионат СССР по хоккею с мячом 1966/1967
19-й чемпионат СССР по хоккею с мячом проходил с 20 ноября 1966 года по 17 марта 1967 года. Количество команд высшей лиги вновь было увеличено до 15. Сыграно 208 матчей, в них забито 948 мячей. Чемпионом СССР стала команда «Динамо» (Москва).

## Первая группа класса «А»
| М  | Команда                            | 1       | 2       | 3       | 4        | 5       | 6       | 7       | 8       | 9       | 10      | 11      | 12      | 13      | 14       | 15      | И  | В  | Н | П  | Мячи            | О  |
| -- | ---------------------------------- | ------- | ------- | ------- | -------- | ------- | ------- | ------- | ------- | ------- | ------- | ------- | ------- | ------- | -------- | ------- | -- | -- | - | -- | --------------- | -- |
| 1  | «Динамо» (Москва)                  |         | 5:1 2:1 | 2:1 4:2 | 7:0 4:3  | 0:0 2:2 | 8:4 1:0 | 3:1 1:1 | 4:2 2:5 | 2:2 5:2 | 8:0 4:2 | 3:1 6:0 | 6:0 4:3 | * 5:2   | 9:0 5:0  | * 7:0   | 26 | 21 | 4 | 1  | 109 — 35 = + 74 | 46 |
| 2  | СКА (Свердловск)                   | 1:2 1:5 |         | 5:0 2:4 | 2:2 3:2  | 2:1 1:1 | 4:0 5:3 | 6:0 3:0 | 1:0 0:0 | 3:1 1:1 | 3:0 2:5 | 4:1 3:5 | 6:3 0:0 | 7:5 5:0 | 5:0 5:3  | 9:2 2:0 | 28 | 18 | 5 | 5  | 91 — 46 = + 45  | 41 |
| 3  | «Динамо» (Алма-Ата)                | 2:4 1:2 | 4:2 0:5 |         | 5:2 1:3  | 2:0 1:1 | 1:1 1:2 | 5:0 0:0 | 4:2 2:5 | 2:1 1:1 | 4:2 3:1 | 3:1 6:1 | 8:1 5:2 | 4:1 2:0 | 4:0 2:2  | 2:1 2:1 | 28 | 17 | 5 | 6  | 77 — 44 = + 33  | 39 |
| 4  | СКА (Хабаровск)                    | 3:4 0:7 | 2:3 2:2 | 3:1 2:5 |          | 3:1 5:1 | 3:1 2:2 | 4:1 5:2 | 0:0 1:4 | 3:2 2:4 | 2:0 3:2 | 3:3 1:2 | 8:2 2:1 | 6:2 6:3 | 10:0 1:0 | 8:0 3:1 | 28 | 17 | 4 | 7  | 93 — 56 = + 37  | 38 |
| 5  | «Енисей» (Красноярск)              | 2:2 0:0 | 1:1 1:2 | 1:1 0:2 | 1:5 1:3  |         | 3:2 2:2 | 6:3 1:2 | 1:1 0:2 | 4:1 2:2 | 3:0 0:0 | 3:0 5:4 | 4:1 1:3 | 5:0 4:1 | 2:0 4:2  | 6:4 6:2 | 28 | 13 | 8 | 7  | 69 — 48 = + 21  | 34 |
| 6  | «Локомотив» (Иркутск)              | 0:1 4:8 | 3:5 0:4 | 2:1 1:1 | 2:2 1:3  | 2:2 2:3 |         | 4:1 0:1 | 4:3 2:2 | 2:0 1:6 | 3:1 1:4 | 3:1 1:3 | 4:0 4:2 | 5:1 1:1 | 4:3 8:2  | 6:1 2:1 | 28 | 13 | 5 | 10 | 72 — 63 = + 9   | 31 |
| 7  | «Водник» (Архангельск)             | 1:1 1:3 | 0:3 0:6 | 0:0 0:5 | 2:5 1:4  | 2:1 3:6 | 1:0 1:4 |         | 1:2 3:2 | 3:1 6:2 | 3:0 2:1 | 3:2 5:4 | 4:1 0:3 | 2:1 1:1 | 3:1 2:0  | 1:1 2:2 | 28 | 13 | 5 | 10 | 53 — 62 = — 9   | 31 |
| 8  | «Волга» (Ульяновск)                | 5:2 2:4 | 0:0 0:1 | 5:2 2:4 | 4:1 0:0  | 2:0 1:1 | 2:2 3:4 | 2:3 2:1 |         | 3:2 0:1 | 3:1 0:0 | 2:0 1:1 | 6:3 1:3 | 3:3 3:5 | 2:1 1:2  | 6:5 3:1 | 28 | 12 | 7 | 9  | 64 — 53 = + 11  | 31 |
| 9  | «Вымпел» (Калининград)             | 2:5 2:2 | 1:1 1:3 | 1:1 1:2 | 4:2 2:3  | 2:2 1:4 | 6:1 0:2 | 2:6 1:3 | 1:0 2:3 |         | 1:0 0:1 | 2:2 1:0 | 3:2 1:3 | 2:1 3:5 | 6:1 2:1  | 5:2 2:1 | 28 | 11 | 5 | 12 | 57 — 59 = — 2   | 27 |
| 10 | «Шахтёр» (Кемерово)                | 2:4 0:8 | 5:2 0:3 | 1:3 2:4 | 2:3 0:2  | 0:0 0:3 | 4:1 1:3 | 1:2 0:3 | 0:0 1:3 | 1:0 0:1 |         | 2:0 1:3 | 4:0 0:2 | 1:1 1:1 | 6:1 3:0  | 5:3 0:2 | 28 | 8  | 4 | 16 | 43 — 58 = — 15  | 20 |
| 11 | «Фили» (Москва)                    | 0:6 1:3 | 5:3 1:4 | 1:6 1:3 | 2:1 3:3  | 4:5 0:3 | 3:1 1:3 | 4:5 2:3 | 1:1 0:2 | 0:1 2:2 | 3:1 0:2 |         | 5:1 0:2 | 1:1 0:1 | 4:2 0:2  | 2:2 2:1 | 28 | 7  | 5 | 16 | 48 — 70 = — 22  | 19 |
| 12 | «Труд» (Краснотурьинск)            | 3:4 0:6 | 0:0 3:6 | 2:5 1:8 | 1:2 2:8  | 3:1 1:4 | 2:4 0:4 | 3:0 1:4 | 3:1 3:6 | 3:1 2:3 | 2:0 0:4 | 2:0 1:5 |         | 2:2 0:0 | 1:0 0:5  | 2:1 0:2 | 28 | 8  | 3 | 17 | 43 — 86 = — 43  | 19 |
| 13 | «Уральский трубник» (Первоуральск) | 2:5 ·*  | 0:5 5:7 | 0:2 1:4 | 3:6 2:6  | 1:4 0:5 | 1:1 1:5 | 1:1 1:2 | 5:3 3:3 | 5:3 1:2 | 1:1 1:1 | 1:0 1:1 | 0:0 2:2 |         | 2:3 2:3  | 6:2 2:3 | 27 | 4  | 8 | 15 | 50 — 80 = — 30  | 16 |
| 14 | «Труд» (Курск)                     | 0:5 0:9 | 3:5 0:5 | 2:2 0:4 | 0:1 0:10 | 2:4 0:2 | 2:8 3:4 | 0:2 1:3 | 2:1 1:2 | 1:2 1:6 | 0:3 1:6 | 2:0 2:4 | 5:0 0:1 | 3:2 3:2 |          | 2:2 0:0 | 28 | 5  | 3 | 20 | 36 — 95 = — 59  | 13 |
| 15 | «Североникель» (Мончегорск)        | 0:7 ·*  | 0:2 2:9 | 1:2 1:2 | 1:3 0:8  | 2:6 4:6 | 1:2 1:6 | 2:2 1:1 | 1:3 5:6 | 1:2 2:5 | 2:0 3:5 | 1:2 2:2 | 2:0 1:2 | 3:2 2:6 | 0:0 2:2  |         | 27 | 3  | 5 | 19 | 43 — 93 = — 50  | 11 |

1. В верхних строках таблицы приведены результаты домашних матчей, а в нижних-результаты игр на выезде.
2. Матчи «Динамо» Москва — «Уральский трубник» и «Динамо» Москва — «Североникель» по погодным условиям не состоялись. Поскольку их результаты не влияли на итоговое положение команд, Федерация хоккея РСФСР приняла решение эти матчи не проводить.

## Итоговая таблица чемпионата
| Команда                                | И  | В  | Н | П  | М      | О  |
| -------------------------------------- | -- | -- | - | -- | ------ | -- |
| 1. «Динамо» (Москва)                   | 26 | 21 | 4 | 1  | 109:35 | 46 |
| 2. СКА (Свердловск)                    | 28 | 18 | 5 | 5  | 91:46  | 41 |
| 3. «Динамо» (Алма-Ата)                 | 28 | 17 | 5 | 6  | 77:44  | 39 |
| 4. СКА (Хабаровск)                     | 28 | 17 | 4 | 7  | 93:56  | 38 |
| 5. «Енисей» (Красноярск)               | 28 | 13 | 8 | 7  | 69:48  | 34 |
| 6. «Локомотив» (Иркутск)               | 28 | 13 | 5 | 10 | 72:63  | 31 |
| 7. «Водник» (Архангельск)              | 28 | 13 | 5 | 10 | 53:62  | 31 |
| 8. «Волга» (Ульяновск)                 | 28 | 12 | 7 | 9  | 64:53  | 31 |
| 9. «Вымпел» (Калининград)              | 28 | 11 | 5 | 12 | 57:59  | 27 |
| 10. «Шахтёр» (Кемерово)                | 28 | 8  | 4 | 16 | 43:58  | 20 |
| 11. «Фили» (Москва)                    | 28 | 7  | 5 | 16 | 48:70  | 19 |
| 12. «Труд» (Краснотурьинск)            | 28 | 8  | 3 | 17 | 43:86  | 19 |
| 13. «Уральский трубник» (Первоуральск) | 27 | 4  | 8 | 15 | 50:80  | 16 |
| 14. «Труд» (Курск)                     | 28 | 5  | 3 | 20 | 36:95  | 13 |
| 15. «Североникель» (Мончегорск)        | 27 | 3  | 5 | 19 | 43:93  | 11 |

## Составы команд и авторы забитых мячей
Чемпионы СССР
- 1. «Динамо» (Москва) (18 игроков): Анатолий Мельников (18; −21), Юрий Шальнов (17; −14) — Виктор Рыбин (25; 1), Виталий Данилов (23; 1), Вячеслав Соловьёв (26; 3), Юрий Афанасьев (24; 0)), Евгений Герасимов (24; 3), Юрий Шорин (24; 1), Евгений Папугин (26; 37), Евгений Манкос (25; 14), Михаил Осинцев (25; 28), Валерий Маслов (21; 18), Анатолий Мосягин (19; 1). В составе команды также выступали Олег Горбунов (8; 0), Виктор Ерёмин (7; 0), Владимир Плавунов (2; 0), Владимир Фролов (6; 0) и Владимир Янко (7; 1). 1 мяч в свои ворота забил Анатолий Трегубов «Шахтёр» (Кемерово).

Серебряные призёры
- 2. СКА (Свердловск) (17 игроков): Леонард Мухаметзянов (16), Геннадий Почекутов (23) — Юрий Коротков (28; 1), Виталий Лазицкий (9; 0), Виталий Симонов (27; 2), Геннадий Сурков (17; 0), Виктор Шеховцов (28; 0), Евгений Горбачёв (19; 1), Николай Дураков (28; 29), Игорь Малахов (25; 0), Валентин Хардин (28; 4), Валентин Атаманычев (21; 12), Александр Измоденов (28; 15), Евгений Кирсанов (21; 6), Владимир Ордин (28; 12), Анатолий Терентьев (21; 7). В составе команды также выступал Владимир Игумнов (4; 2).

Бронзовые призёры
- 3. «Динамо» (Алма-Ата) (19 игроков): Юрий Жабин (16), Валерий Мозгов (16) — Африкан Зырянов (15; 0), Геннадий Любченко (27; 1), Юрий Парыгин (26; 0), Игорь Хандаев (15; 1), Александр Шулепов (17; 0), Яков Апельганец (27; 3), Вячеслав Ильин (26; 1), Иван Рогачёв (27; 3), Константин Суетнов (19; 2), Валерий Бочков (26; 10), Юрий Варзин (23; 33), Геннадий Конев (26; 3), Валентин Семёнов (28; 18), Борис Чехлыстов (14; 1). В составе команды также выступали Геннадий Баданин (5; 0), Казбек Байбулов (7; 1), Валерий Соколов.
- 4. СКА (Хабаровск) (18 игроков): Анатолий Лутков (18), Владимир Стрекалов (15) — Владимир Башан (26; 6), Олег Биктогиров (25; 0), Виктор Ветчинов (9; 0), Анатолий Гладилин (27; 0), Виктор Ежов (10; 1), Владимир Ивашин (21; 14), Сергей Кузнецов (14; 0), Юрий Лизавин (27; 13), Геннадий Перфильев (2; 0), Николай Перфильев (26; 2), Владислав Помазкин (28; 1), Александр Пузырёв (20; 1), Анатолий Пульков (10; 4), Антанас Толжунас (28; 1), Анатолий Фролов (27; 29), Михаил Ханин (24; 21).
- 5. «Енисей» (Красноярск) (20 игроков): Владимир Литвяков, Юрий Ляпин — Владимир Артёмов (13), Виктор Баранов, Владимир Бокарев, Анатолий Бочкарёв (31), Борис Бутусин (1), Владимир Вишневский, Владимир Жилионис (2), Алексей Зорин, Евгений Каштанов (5), Анатолий Круговой (1), Владимир Куманёв, Юрий Непомнющий (14), Валерий Поздняков, Владимир Прокошин, Владимир Савченко, Владимир Тарасевич, Владимир Тупица (1), Валерий Юнышев (1).
- 6. «Локомотив» (Иркутск) (16 игроков): Геннадий Кривощёков (12), Юрий Школьный (22) — Игорь Грек (25; 0), Евгений Измоденов (28; 8), Олег Катин (22; 0), Александр Комаровский (23; 11), Олег Михалёв (19; 1), Александр Найданов (26; 27), Геннадий Почебут (28; 3), Иннокентий Протасов (28; 2), Александр Рыбин (27; 14), Олег Суставов (27; 3), Владимир Сивоволов (20; 2), Леонид Терёхин (13: 0), Станислав Эйсбруннер (26; 0). В команде также выступал Всеволод Белый (3; 0). 1 мяч в свои ворота забил Валентин Хардин СКА (Свердловск).
- 7. «Водник» (Архангельск) (18 игроков): Виктор Антрушин (7), Виталий Сандул (22) — Сергей Васильев (26; 5), Виктор Грайм (26; 1), Евгений Кокнаев (14; 0), Вячеслав Малахов (28; 12), Владимир Марков (22; 0), Леонид Марков (26; 7), Роберт Овчинников (26; 1), Леонид Палладий (20; 2), Николай Парфёнов (27; 0), Алексей Попов (23; 4), Александр Сухондяевский (26; 7), Валентин Сташевский (19; 0), Евгений Юшманов (25; 13). В команде также выступали Фёдор Ваенский (4; 0), Виктор Горяев (4; 0) и Владимир Потапов (5; 1).
- 8. «Волга» (Ульяновск) (19 игроков): Игорь Ивонин (2), Валерий Косс (28) — Леонид Бутузов (27; 10), Лев Гаврилов (25; 5), Алексей Горин (24; 0), Вячеслав Дорофеев (27; 8), Борис Кияйкин (4; 0), Владимир Куров (25; 9), Борис Малявкин (23; 0), Владимир Михеев (24; 0), Владимир Монахов (23; 14), Олег Плотников (25; 3), Анатолий Рушкин (22; 2), Владимир Терехов (27; 0), Михаил Тонеев (23; 1), Михаил Фокин (18; 12), Эдуард Эдукарьянц (16; 0). В составе команды также выступали Олег Кочетков и Евгений Ворсин[бел.].
- 9. «Вымпел» (Калининград) (19 игроков): Виктор Громаков, Александр Тареев — Владимир Веретенцев, Александр Килейников, Владимир Килейников, Валерий Князев, Леонид Кондратьев (10), Александр Константинов (9), Евгений Косоруков (9), Вячеслав Кострюков (2), Валентин Кучин (4), Юрай Лагош (17), Владимир Маркин, Вячеслав Петров, Владимир Рябов, Николай Солодов, Виктор Стариков (6), Владимир Тараканов, Борис Умрихин.
- 10. «Шахтёр» (Кемерово) (17 игроков): Владимир Краев, Юрий Саломатов — Виктор Баянов (14), Альберт Большаков (1), Виктор Бурдыгин (4), Юрий Гольцев (4), Герман Девяшин, Виктор Жданов, Валерий Журавлёв, Сергей Захаренко (6), Владимир Игонин, Анатолий Измаденов, Анатолий Карпунин, Борис Петроченко (1), Геннадий Савельев (13), Владимир Сериков, Анатолий Трегубов.
- 11. «Фили» (Москва) (21 игрок): Анатолий Бондарев, Анатолий Калинин — Виктор Аносов (1), Евгений Базаров (9), А. Гусев, А. Жуков, Игорь Жуков (10), Юрий Захаров (2), Анатолий Калинин, Леонид Касаткин, Константин Крюков (14), Анатолий Кузнецов, Вячеслав Кульков, В. Мелихов, Сергей Монахов (3), Дмитрий Морозов, Михаил Мухортов (1), Владимир Перепелов (5), Владимир Ряховский (2), Лев Табаков, Леонард Щеколенко (1).
- 12. «Труд» (Краснотурьинск) (18 игроков): Николай Горбунов (20; −54), Александр Полюндра (13; −32) — Пётр Логашев (27; 1), Анатолий Голоднев (28; 0), Анатолий Щугарев (23; 0), Анатолий Алексеев (26; 1), Борис Третьяков (23; 1), Юрий Новиков (28; 10), Виктор Чермных (24; 3), Александр Куземчик (26; 4), Юрий Нуйкин (27; 0), Геннадий Мохнаткин (26; 5), Виктор Серденко (28; 10), Юрий Минин (19; 1), Анатолий Камаев (28; 7). В команде также выступали Наиль Авлияров (10; 0), Роберт Манвейлер (2; 0) и Юрий Дедюхин (1; 0).
- 13. «Уральский трубник» (Первоуральск) (19 игроков): Леонид Козлачков, Валерий Попков — Владимир Денисов, Валерий Жидко (1), Евгений Злоказов, Герман Инишев (3), Борис Коломацкий, Геннадий Кондаков, Вольдемар Май (19), Юрий Макеев (11), Александр Мальцев, Виктор Минаев, Владимир Мозговой, Герман Носов (1), Юрий Панченко (7), Анатолий Попков (3), Анатолий Рыбаков (2), Леонид Старцев (3), Виктор Шмарков.
- 14. «Труд» (Курск) (19 игроков): Иван Овсянников, В. Ульянов — Виктор Букреев, Валентин Васильчуков (5), Анатолий Галкин (1), Юрий Гапеев (1), Геннадий Дьяков, Михаил Евдокимов, Анатолий Журавлёв (1), Валентин Калинин, Дмитрий Кирсанов (1), Игорь Краковецкий, Георгий Курдюмов (13), Виктор Малофеев (1), Владимир Ордынец (4), Николай Подчасов (2), Виктор Руцкой, Валерий Рылеев (7), В. Фёдоров.
- 15. «Североникель» (Мончегорск) (17 игроков): Виталий Кузнецов, Николай Сафран — Юрий Васильев (1), Анатолий Галашин, Владимир Дементьев, Евгений Дергачёв (10), Александр Клеймёнов, Анатолий Клеймёнов (14), Николай Козлов, Юрий Козлов, Анатолий Кулёв (6), Анатолий Лобарёв, Валерий Макаров (3), Евгений Павлюченков, Евгений Сесоров, Юрий Ульянов (9), Виктор Ширшов.

Лучший бомбардир — Евгений Папугин «Динамо» (Москва) — 37 мячей.

## Вторая группа класса «А»
| М  | Команда                | 1       | 2        | 3       | 4       | 5       | 6       | 7       | 8       | 9       | 10       | 11      | В  | Н | П  | Мячи           | О  |
| -- | ---------------------- | ------- | -------- | ------- | ------- | ------- | ------- | ------- | ------- | ------- | -------- | ------- | -- | - | -- | -------------- | -- |
| 1  | «Старт» (Горький)      |         | 5:2 2:2  | 3:2 1:3 | 6:2 1:1 | 2:1 4:3 | 4:2 2:1 | 3:1 2:4 | 2:2 3:3 | 5:2 0:3 | 4:1 3:2  | 5:2 4:2 | 13 | 4 | 3  | 61 — 41 = + 20 | 30 |
| 2  | «Труд» (Красногорск)   | 2:2 2:5 |          | 7:1 2:1 | 2:1 3:5 | 2:0 0:1 | 2:0 0:0 | 6:3 0:0 | 8:1 3:3 | 5:1 3:3 | 11:0 2:0 | 9:1 1:2 | 11 | 5 | 4  | 70 — 30 = + 40 | 27 |
| 3  | «Труд» (Куйбышев)      | 3:1 2:3 | 1:2 1:7  |         | 3:3 0:0 | 2:2 4:3 | 3:3 2:2 | 3:2 4:3 | 3:2 3:1 | 3:2 4:3 | 6:1 0:2  | 6:1 2:0 | 11 | 5 | 4  | 55 — 43 = + 12 | 27 |
| 4  | «Ракета» (Казань)      | 1:1 2:6 | 5:3 1:2  | 0:0 3:3 |         | 0:0 0:6 | 3:2 1:3 | 2:1 2:5 | 4:3 3:1 | 7:3 0:3 | 3:1 1:0  | 2:1 4:3 | 10 | 4 | 6  | 44 — 47 = — 3  | 24 |
| 5  | «Торпедо» (Сызрань)    | 3:4 1:2 | 1:0 0:2  | 3:4 2:2 | 6:0 0:0 |         | 3:1 1:7 | 3:0 1:2 | 3:1 2:3 | 3:2 4:3 | 4:1 1:1  | 3:2 3:2 | 10 | 3 | 7  | 47 — 39 = + 8  | 23 |
| 6  | «Строитель» (Шелехов)  | 1:2 2:4 | 0:0 0:2  | 2:2 3:3 | 3:1 2:3 | 7:1 1:3 |         | 4:1 0:5 | 2:0 3:5 | 8:0 5:5 | 4:3 1:2  | 5:0 4:1 | 8  | 4 | 8  | 57 — 43 = + 14 | 20 |
| 7  | «Локомотив» (Оренбург) | 4:2 1:3 | 0:0 3:6  | 3:4 2:3 | 5:2 1:2 | 2:1 0:3 | 5:0 1:4 |         | 1:1 1:4 | 1:1 2:2 | 4:3 0:2  | 9:4 5:3 | 7  | 4 | 9  | 50 — 50 = 0    | 18 |
| 8  | «Родина» (Киров)       | 3:3 2:2 | 3:3 1:8  | 1:3 2:3 | 1:3 3:4 | 3:2 1:3 | 5:3 0:2 | 4:1 1:1 |         | 7:3 2:4 | 4:2 1:1  | 5:1 1:2 | 6  | 5 | 9  | 50 — 54 = — 4  | 17 |
| 9  | «Эжва» (Сыктывкар)     | 3:0 2:5 | 3:3 1:5  | 3:4 2:3 | 3:0 3:7 | 3:4 2:3 | 5:5 0:8 | 2:2 1:1 | 4:2 3:7 |         | 2:1 3:5  | 6:3 6:7 | 5  | 4 | 11 | 57 — 75 = — 18 | 14 |
| 10 | «Север» (Северодвинск) | 2:3 1:4 | 0:2 0:11 | 2:0 1:6 | 0:1 1:3 | 1:1 1:4 | 2:1 3:4 | 2:0 3:4 | 1:1 2:4 | 5:3 1:2 |          | 3:1 1:3 | 5  | 2 | 13 | 32 — 58 = — 26 | 12 |
| 11 | «Волга» (Рыбинск)      | 2:4 2:5 | 2:1 1:9  | 0:2 1:6 | 3:4 1:2 | 2:3 2:3 | 1:4 0:5 | 3:5 4:9 | 2:1 1:5 | 7:6 3:6 | 3:1 1:3  |         | 4  | 0 | 16 | 41 — 84 = — 43 | 8  |

- «Старт» (Горький) (17 игроков): Геннадий Зотин (19), Виктор Федулов (4) − Владимир Алексеев (20; 12), Юрий Блохин (20; 10), Леонид Воронин (20), Александр Никишин (20; 5), Валерий Соколов (20; 13), Юрий Поповцев (19), Анатолий Махалов (18), Виктор Шестеров (18; 12), Борис Алексеев (17), Владимир Рыбаков (17; 3), Юрий Андриянов (16; 6), Юрий Катаев (13), Олег Грибов (10), Александр Дёмин (2), Вячеслав Таболкин (2).
- «Труд» (Красногорск) (16 игроков): Вячеслав Королёв (20), Владимир Пахомов (10) − Владимир Акалупин (20; 2), Фёдор Базаев (20; 1), Борис Бочаров (20; 10), Михаил Девишев (2; 10), Виктор Маркин (20; 17), Владимир Веселов (19; 2), Юрий Воронин (19), Валерий Мухортов (18; 18), Николай Лебедев (17), Валерий Шипов (17), Николай Трофимов (16; 5), Николай Сазонов (8), Владимир Кудинов (5; 4), Валерий Громов (4; 1).

«Старт» и «Труд» завоевали право выступать в Первой группе класса «А».

## Класс «Б»
Соревнования в классе «Б» прошли в три этапа. На первом этапе прошли чемпионаты областей, краёв, городов и АССР. Лучшие команды допускались к зональным соревнованиям. На втором этапе с 5 по 19 февраля 1967 года прошли зональные соревнования. В них участвовали 41 команда, разбитые на 8 зон.
- Первая зона. (Комсомольск-на-Амуре). Победитель «Амур» (Комсомольск-на-Амуре).
- Вторая зона. (Абакан). Победитель «Химик» (Кемерово).
- Третья зона. (Карпинск), Свердловская область. Победитель «Шахтёр» (Карпинск).
- Четвёртая зона. (Орёл). Победитель «Зенит» (Томилино).
- Пятая зона. (Верхний Уфалей), Челябинская область. Победитель «Никельщик» (Верхний Уфалей).
- Шестая зона. (Ефремов). Победитель «Химик» (Ефремов).
- Седьмая зона. (Кострома). Победитель «Труд» (Иваново).
- Восьмая зона. (Боровичи), Новгородская область. Победитель «Планета» (Калинин).

### Финальный турнир XVI чемпионата РСФСР
Заключительный этап соревнований состоялся с 28 февраля по 12 марта 1967 года в Карпинске, Свердловской области. В нём приняли участие 8 победителей зон.
| М | Команда                       | 1   | 2   | 3   | 4    | 5   | 6    | 7   | 8   | В | Н | П | Мячи           | О  |
| - | ----------------------------- | --- | --- | --- | ---- | --- | ---- | --- | --- | - | - | - | -------------- | -- |
| 1 | «Шахтёр» (Карпинск)           |     | 1:1 | 5:2 | 2:1  | 3:1 | 2:0  | 4:2 | 3:1 | 6 | 1 | 0 | 20 − 8 = + 12  | 13 |
| 2 | «Амур» (Комсомольск-на-Амуре) | 1:1 |     | 0:0 | 6:8  | 3:3 | 4:3  | 6:3 | 6:1 | 3 | 3 | 1 | 26 − 19 = + 7  | 9  |
| 3 | «Зенит» (Томилино)            | 2:5 | 0:0 |     | 1:3  | 5:2 | 4:2  | 3:1 | 2:1 | 4 | 1 | 2 | 17 − 14 = + 3  | 9  |
| 4 | «Никельщик» (Верхний Уфалей)  | 1:2 | 8:6 | 3:1 |      | 1:2 | 11:1 | 3:3 | 0:0 | 3 | 2 | 2 | 27 − 15 = + 12 | 8  |
| 5 | «Химик» (Кемерово)            | 1:3 | 3:3 | 2:5 | 2:1  |     | 2:2  | 3:1 | 3:2 | 3 | 2 | 2 | 16 − 17 = − 1  | 8  |
| 6 | «Труд» (Иваново)              | 0:2 | 3:4 | 2:4 | 1:11 | 2:2 |      | 3:1 | 6:2 | 2 | 1 | 4 | 17 − 26 = − 9  | 5  |
| 7 | «Планета» (Калининск)         | 2:4 | 3:6 | 1:3 | 3:3  | 1:3 | 1:3  |     | 6:3 | 1 | 1 | 5 | 17 − 25 = − 8  | 3  |
| 8 | «Химик» (Ефремов)             | 1:3 | 1:6 | 1:2 | 0:0  | 2:3 | 2:6  | 3:6 |     | 0 | 1 | 6 | 10 − 26 = − 16 | 1  |

- «Шахтёр» (Карпинск) (16 игроков): А. Собенин, В. Туманов − И. Веч, А. Грехов, Б. Зырянов, М. Каменных, Л. Корюков, Р. Масленников, В.Панёв, А. Стрюков, А. Титов, Л. Титов, В. Тотмеин, Г. Тотменин, Л. Храпов, В. Шляев.
- «Амур» (Комсомольск-на-Амуре): Е. Молокоедов − В. Бычков, В. Болотин, Р. Волков, В. Гладков, А. Ермошин, П. Ледяев, А. Родионов, И. Савельев, В. Старостин и др.
- «Зенит» (Томилино): С. Голиков, И. Савков − Э. Августинович, А. Белов, А. Брок, В. Вознесенский, В. Кавкаев, Ю. Киселёв, А. Кулясов, В. Пичугин, В. Самоедов, В. Суханов, В. Устинов, В. Христич, Н. Худолеев.